# Henry de Bulkeley
Pour les articles homonymes, voir Bulkeley.
Henry Bulkeley, né avant 1659, fut Master of the Household (en) (intendant de la Maison royale) des rois Charles II et Jacques II d'Angleterre. Il fut membre du Parlement de l'Angleterre de février 1679 à août 1679. Il est le fils de Thomas Bulkeley (1er vicomte Bulkeley) of Cashel par le roi Charles Ier d'Angleterre le 19 janvier 1643, et de Blanche Coytmore.

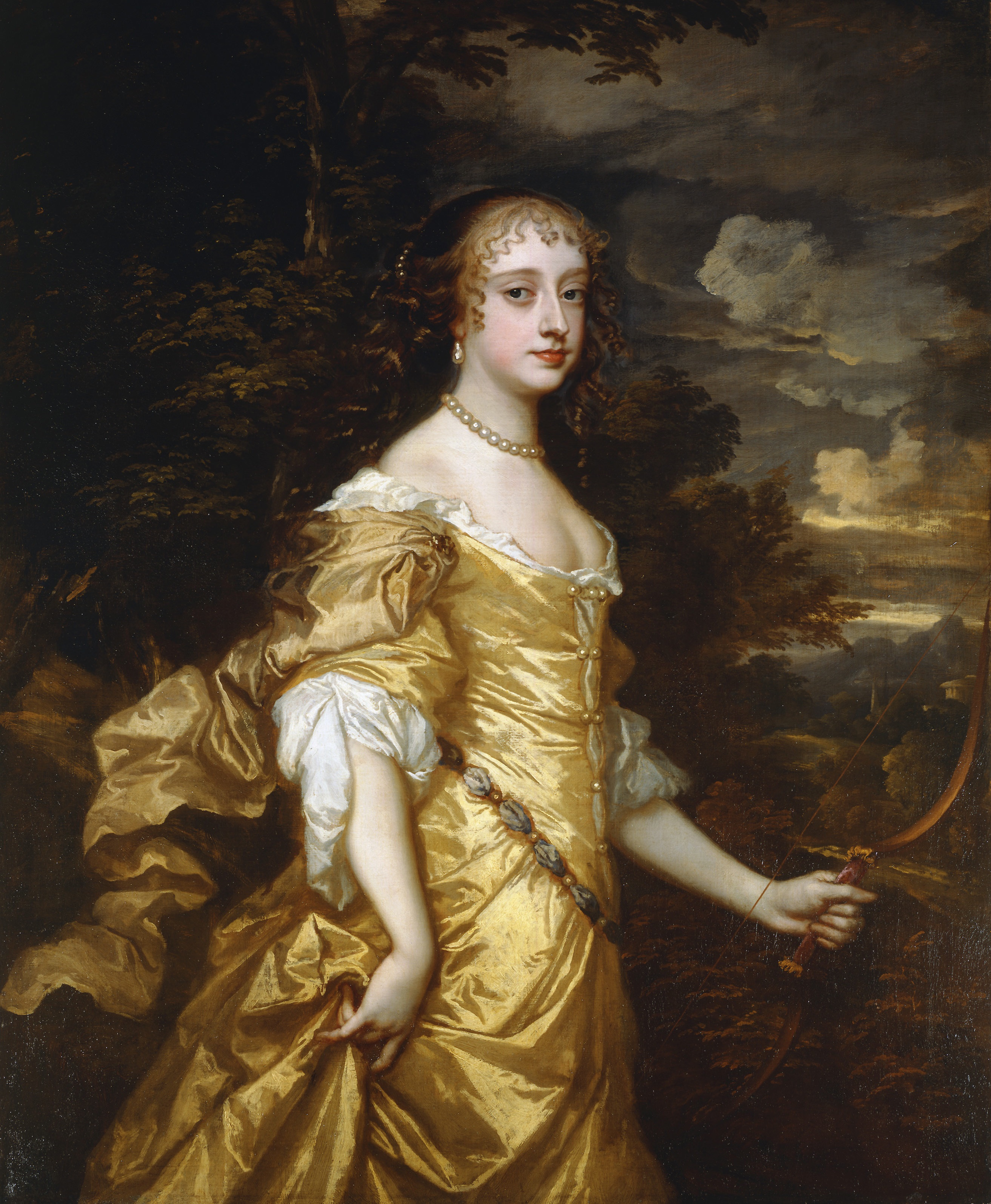
Portrait de Frances Theresa Stuart sœur de Sophia par Peter Lely (1662-65).

Il a épousé en 1700 Sophia Stuart, sœur de Frances Stewart (1647-1702) « La Belle Stuart » (fille de Walter Stuart, troisième fils de Lord Blantyre), dont il eut entre autres :
- François de Bulkeley, lieutenant général, marié à Marie-Anne O'Mahony, issue d'un premier mariage de Daniel O'Mahony avec Cecilia Weld.
- Charlotte, vicomtesse de Clare par son mariage avec Lord Charles O'Brien puis comtesse O'Mahony par son mariage avec Daniel O'Mahony
- Anne († 12 juin 1751), duchesse de Berwick par son mariage avec le Maréchal de France Jacques Fitz-James de Berwick.

## Anecdote
Lors d'une querelle, dans une taverne, l'opposant à George Etheridge, Fleetwood Sheppard (en) tenta de les séparer et reçu un coup de couteau sous l'œil.